# Giovanni IV de Ventimiglia

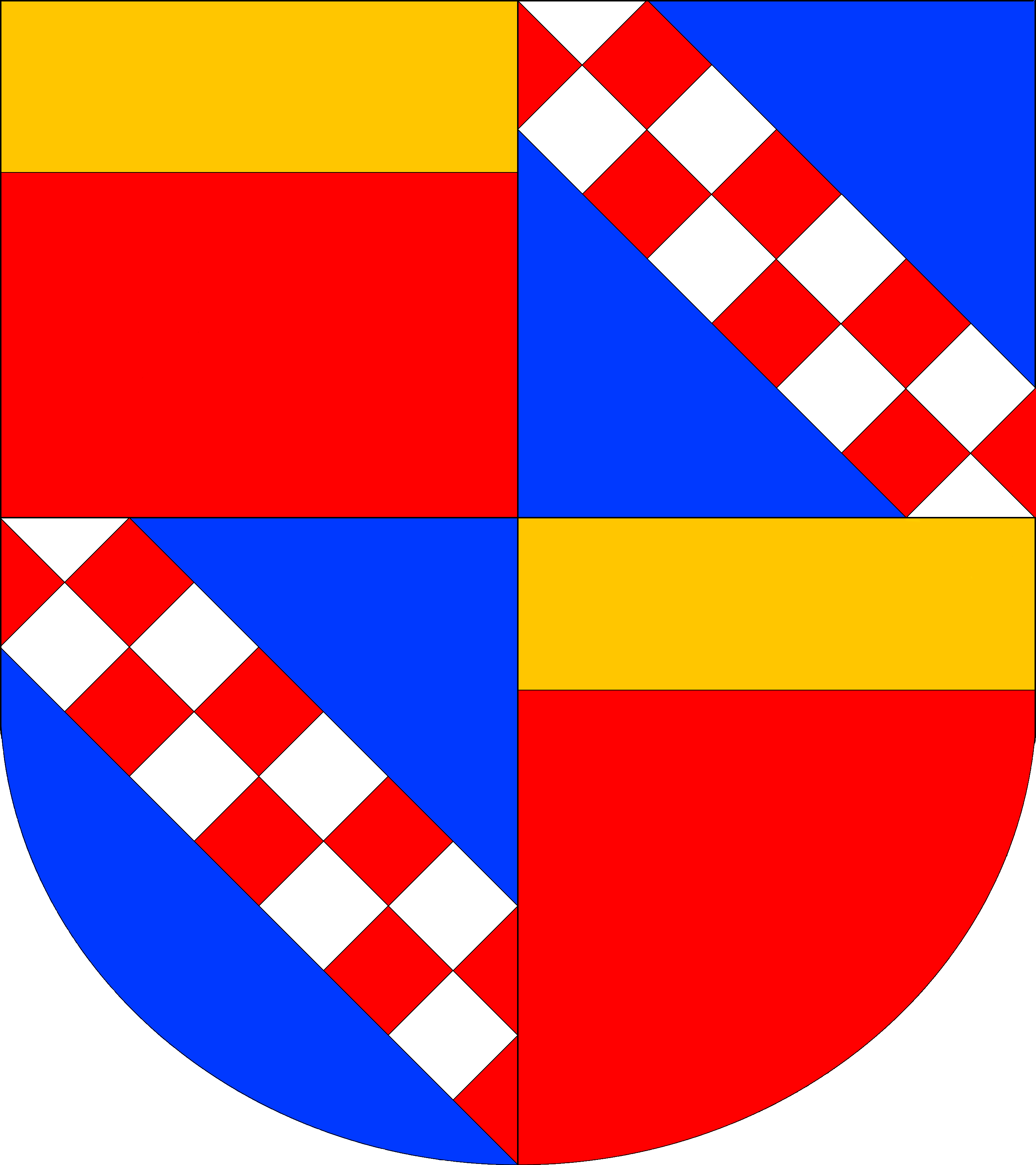
Escudo de armas del marqués de Irache: casa de Ventimiglia combinado con la casa de Altavilla, desde 1433.

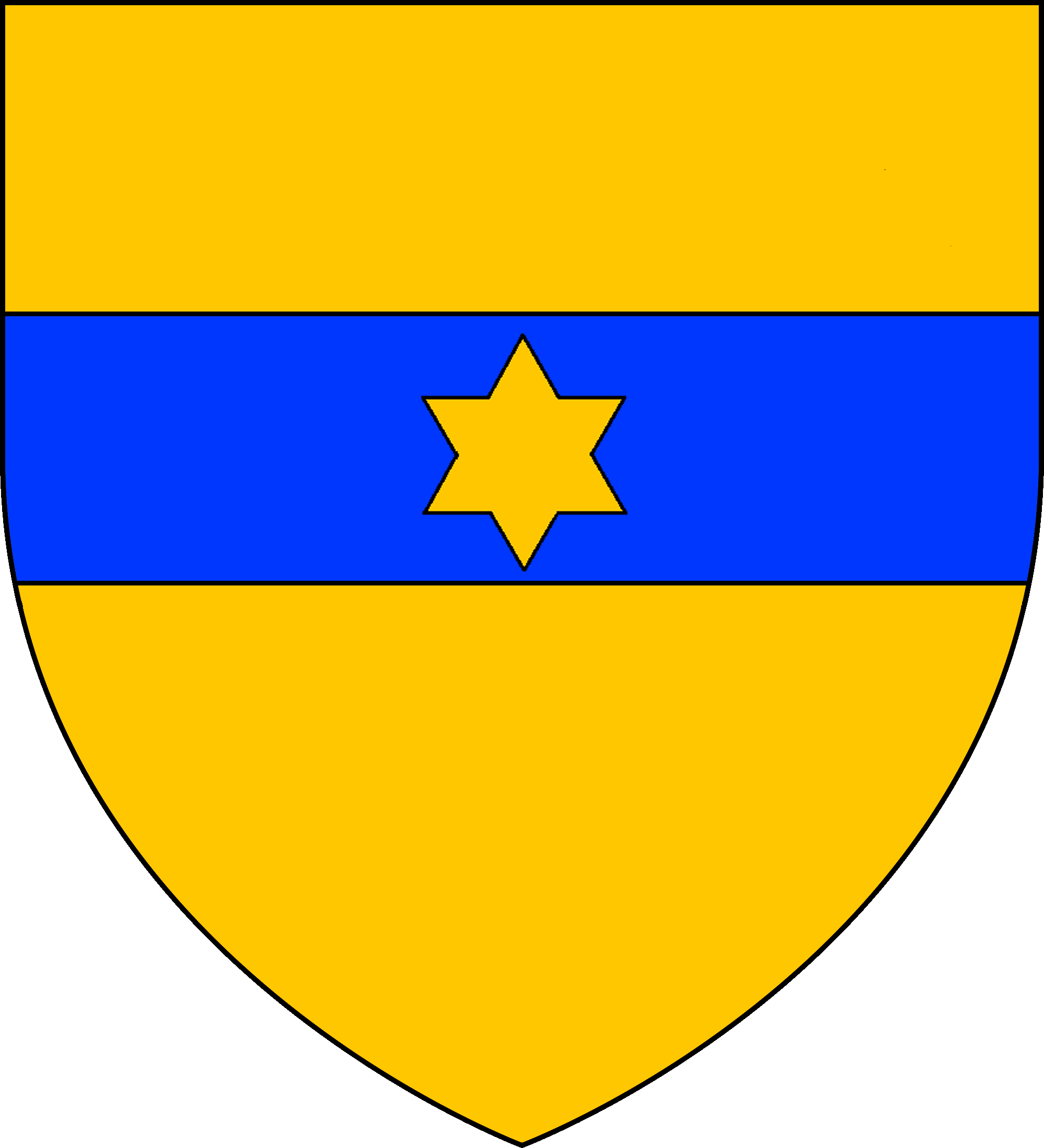
Casa de Marchese, príncipes de la Scaletta.

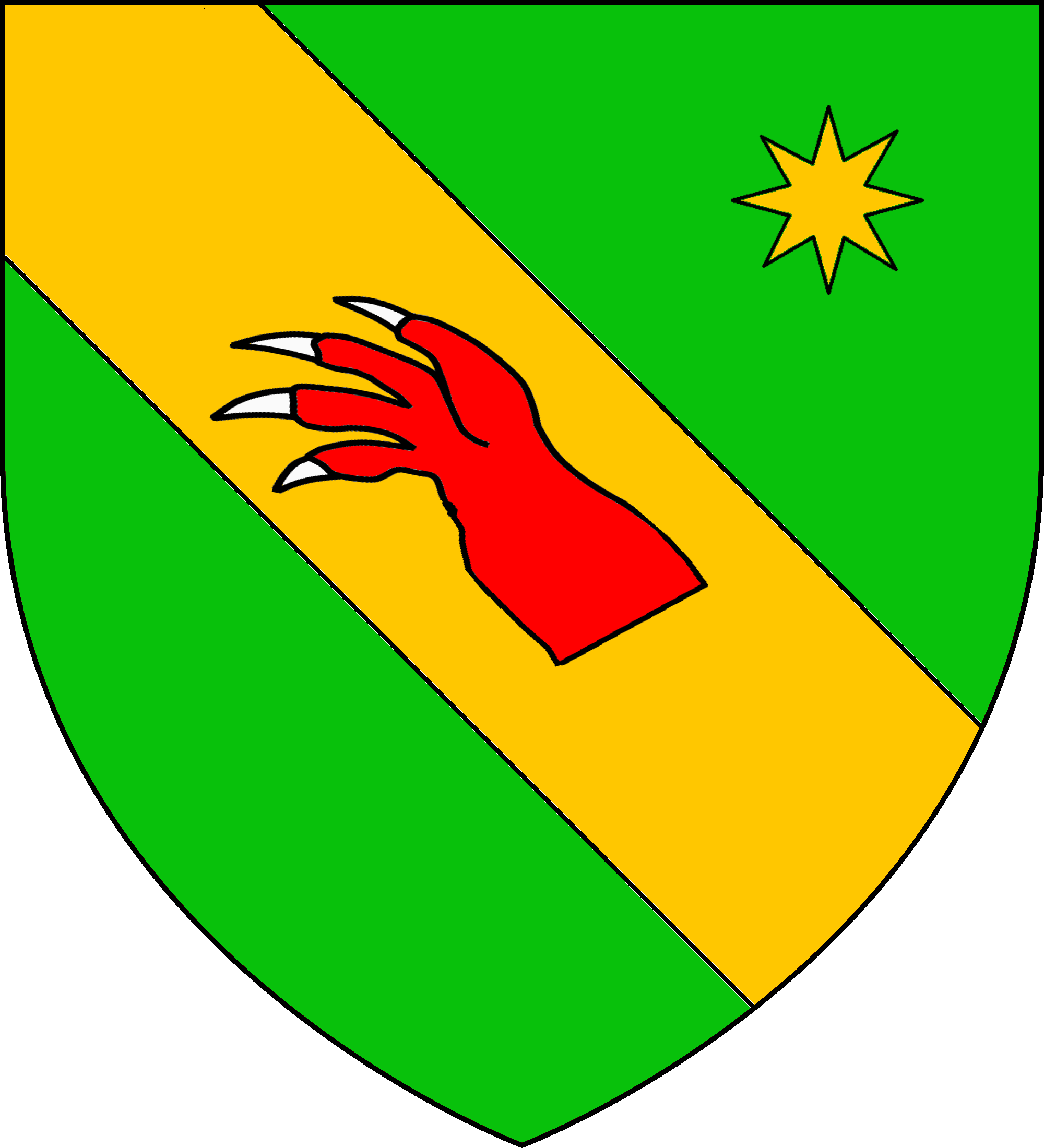
Casa de Special.

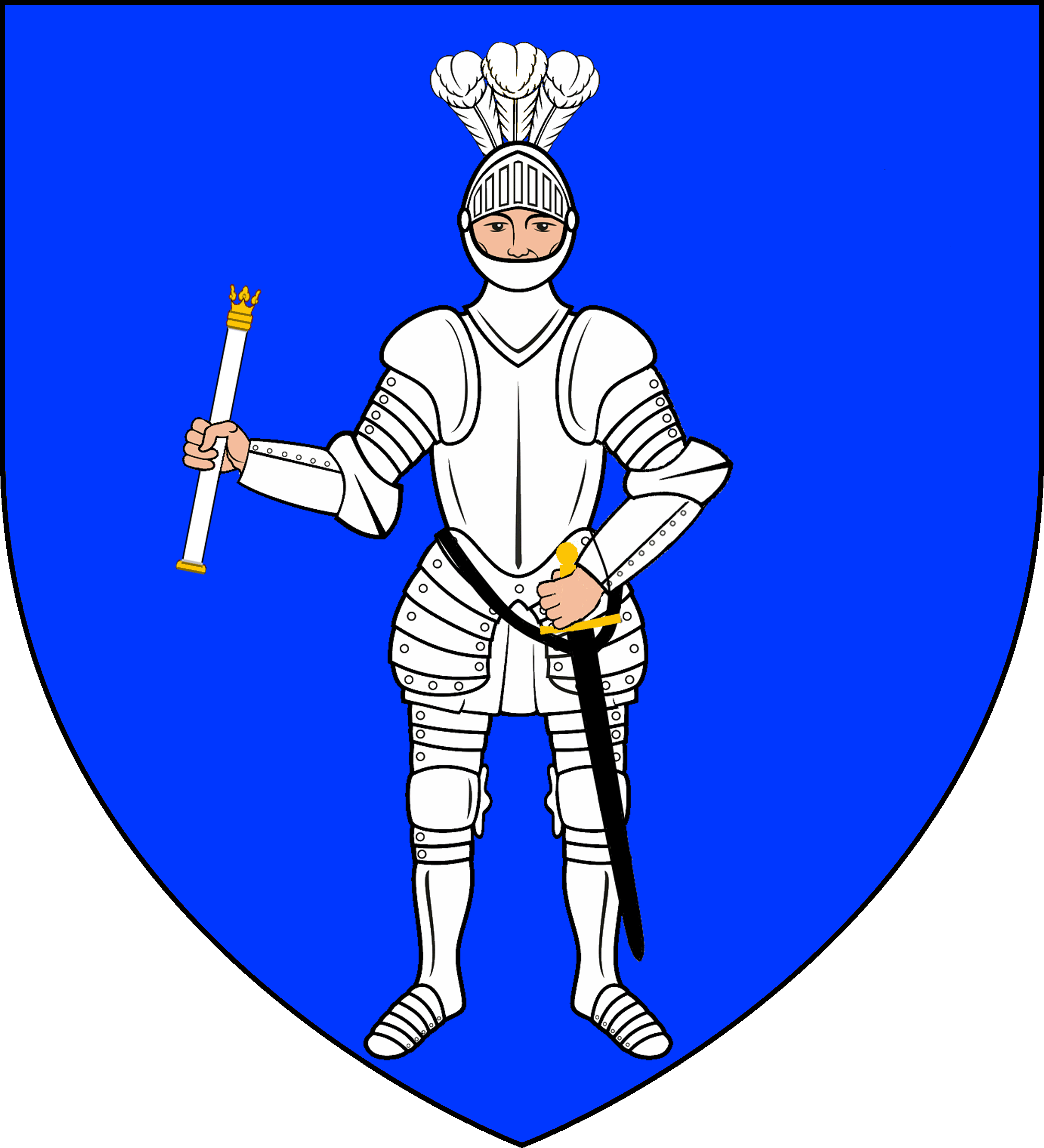
Príncipes de Valdina.

Giovanni IV de Ventimiglia Spadafora (*1 de julio de 1625, †1675), fue un noble siciliano de la casa de Ventimiglia, hijo de Francesco III de Ventimiglia y de su esposa doña María Spadafora y Aragón. 

## Títulos
- XXV conde de Geraci.
- XI marqués de Irache (1648).[2]
- IV príncipe de Castelbuono.
- III príncipe de la Scaletta (maritale nómine).
- Barón de Pollina y San Mauro.[3]
- Barón de Nissoria (provincia de Enna), Bonalbergo (provincia de Enna, territorio de Nicossia), Guidomandri (provincia de Mesina), Rappisi, Gauteri, Baruni, Castellucio, Granieri, San Marco lo Celso e della foresta de Troina.[4]
- Barón de Castellammare del Golfo[5] y de Bonanotte.[6]
- Barón de las dos Tusas (Investido en 1648, bajo la cláusula maritali nomine).
- Grande de España de primera clase
- Capitán general de la caballería del reino.
- Jefe del Parlamento en 1647

## Biografía
Giovanni IV de Ventimiglia, asumiendo como propia la actitud de servicio de sus antepasados, sirvió a su rey en múltiples ocasiones a lo largo de su vida, muy especialmente en el año 1645, cuando se esperaba el ataque de la escuadra turca. Sirvió con el cargo de capitán de caballería, siendo su padre Francesco III de Ventimiglia general del ejército.
Tuvo un papel significativo en los acontecimientos de Sicilia de 1647, participando activamente en el apaciguamiento de varias rebeliones populares,  acciones por las que fue felicitado por el rey en varias cartas.
Descubrió y combatió una tentativa francesa de invasión, participando a Pedro Fajardo y Pimentel, marqués de los Vélez, virrey de Sicilia.
Fue nombrado Cabeza del Parlamento de Sicilia por el presidente del reino, el cardenal Gian Giacomo Teodoro Trivulzio, siendo virrey el marqués de los Vélez.
En 1649, siendo nuevamente cabeza del parlamento, dio a Juan José de Austria treinta mil reales de plata para el apresto de la Armada.
En 1655, cuando Luis José, duque de Guisa tomó la isla de Favignana en Sicilia y Castelamar en Nápoles, Giovanni IV se enfrentó a él, ocupando los cargos de cabo y general de la caballería de las milicias regulares, siendo capitanes de ellas los títulos más preeminentes del reino.

## Matrimonio y descendencia
En 1647 casó Giovanni IV de Ventimiglia con Felice Marchese Valdina, señora de ambas casas y III princesa de la Escaletta, hija y heredera de don Blasco Marchese Special, II príncipe de la Escaletta, VII barón de Gauteri, Bruni y Rapisi y de su esposa doña Laura Valdina y Bosco, hija de Pierro, I príncipe de Valdina, y marqués de la Roca. Tuvieron la siguiente descendencia:
- Francesco Roderico IV de Ventimiglia Marchese, XII marqués de Irache y XXVI conde de Geraci, que sigue.
- Blasco de Ventimiglia Marchese, XIV marqués de Irache y XXVIII conde de Geraci, que sigue.
- Carlo de Ventimiglia Marchese, que tomó los hábitos de la compañía de Jesús.
- Luigi Ruggero I de Ventimiglia Marchese, XV marqués de Irache y XXIX conde de Geraci, que sigue.
- Anna de Ventimiglia Marchese
- Giovanna de Ventimiglia Marchese.[10]

## Cambios territoriales en el feudo
- Vendió las dos Tusas (inferior y superior) a Orazio la Torre, ante el notario Giuseppe Martino Moscato en Palermo el 14 de diciembre de 1669.[11]
- Vendió Castellucio y Granieri a Corrado di Lorenzo.
- Vendió el principado de la Scaletta y el caserío de Guidomandri a Antonio Ruffo en 1672.

## Línea de sucesión en elmarquesado de Irache
| Predecesor: Francesco III de Ventimiglia | Casa de Ventimiglia ?-1648 | Sucesor: Francesco Roderico IV de Ventimiglia |